# Geschiedenis van Lier

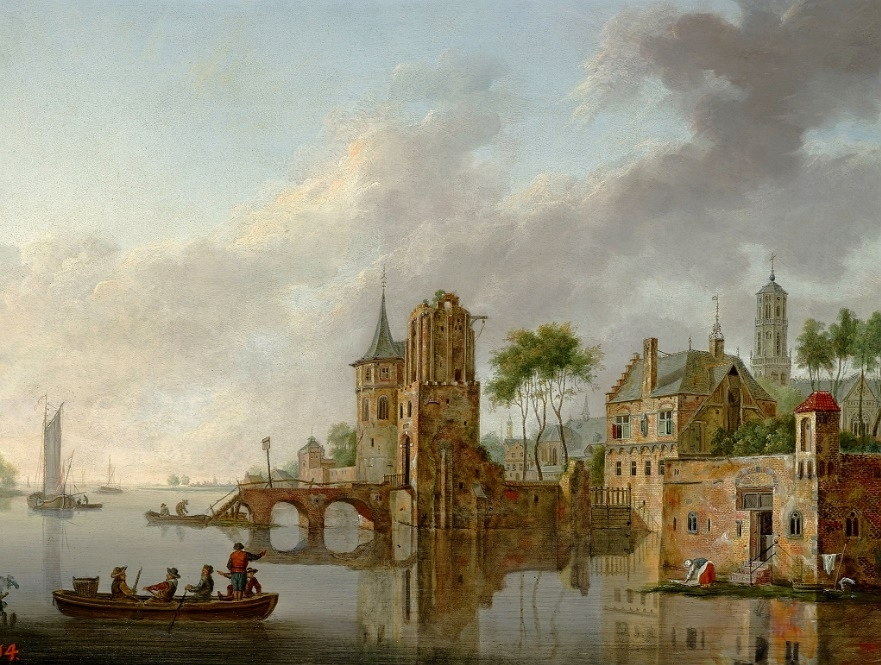
Zicht op Lier (door Hendrik Frans de Cort)

De geschiedenis van het Belgische Lier als stad begint wellicht bij een Frankische villa uit de Merovingische tijd, mogelijk te Emblem, rond de geboorte van de Heilige Gummarus, te situeren ergens in de tweede helft van de 7e eeuw, of het begin van de 8e eeuw. De oudste sporen van menselijke aanwezigheid gaan er echter terug tot ver in de prehistorie.  

## Beknopte geschiedenis

### Prehistorie
Een van de oudste sporen van menselijke activiteit is een vuursteen uit het Laat-paleolithicum (30.000 jaar geleden), gevonden in de omgeving van Nazareth. Sporen van menselijke nederzettingen uit de Steentijd (11.000 v.C.) kwamen tevoorschijn bij archeologisch onderzoek op de Duwijck-site, ten noordwesten van Lier-centrum. Andere sporen uit ongeveer dezelfde periode werden gevonden op de Kloosterheide, en rond Nazareth. Langdurige nederzettingen gaan terug tot de ijzertijd, dus de periode voor de Romeinse verovering rond 50 v.C., en situeerden zich op de zandige heuvels rond Lier.

### Romeinse tijd en vroegste Middeleeuwen
Vanaf de 1e eeuw wordt Lier geleidelijk opgenomen in het Romeinse netwerk van nederzettingen, handel en verkeer. Daarvan getuigen vondsten van Romeinse mantelspelden en munten. 
Door de klimaatverandering steeg de zeespiegel vanaf het midden van de 5e eeuw, waarbij ook Lierse nederzettingen dicht bij de Nete overstroomd werden. Intussen begonnen de Frankische veroveringen: in 358 kregen de Franken toestemming van keizer Julianus om zich als foederati (bondgenoten) op Romeins gebied in de Scheldevallei en tussen de grote rivieren (Toxandrië) te vestigen. 

### 7e eeuw
- tweede helft 7e eeuw: Gummarus wordt mogelijk in deze periode geboren.[1][2]

### 8e eeuw
- 11 oktober 714: sterfdatum van Gummarus;[1] volgens andere bronnen overleed hij in 775.[2]
- 754: Heiligverklaring van Gummarus, door anderen gesitueerd in 815 of later.[6]

### 9e eeuw
Het ontstaan en vooral de uitbreiding van de nederzetting houdt wellicht verband met de transportmogelijkheden over water, aan de samenvloeiing van de Grote en de Kleine Nete. Volgens Bovendaerde en Van Cauwenbergh zou het Emblemse gehucht Allier de oudste kern vormen van de stad Lier. Het waterdebiet van de bijrivieren van de Schelde lag toen veel hoger en de Franken waren verplicht zich op de hoogten te vestigen. Toen het debiet van de Schelde wijzigde en het waterniveau daalde kwam Allier verder van de samenvloeiing van Kleine en Grote Nete te liggen zodat de bevolking zich verplaatste naar Nivesdonck. Deze benaming die Nieuwe Donk betekent staat tegenover Oude Donk dat later met Allier (van ald-Lier) aangeduid werd. Nivesdonck werd in de 9de eeuw belangrijker dan Emblem en vormde een brug tussen de droge Kempen en het waterrijke Land van Ryen.
- circa 837: De nederzetting op Nivesdonck wordt bezocht door de Noormannen. Ze vermoorden er priester Frederegus tijdens de kerkdienst op de plaats waar nu de Sint-Pieterskapel staat.[8] Volgens lokale overlevering gebeurde dit door hem met een zwaard verticaal doormidden te klieven en dan horizontaal te onthoofden alsof het een kruisteken was dat werd gemaakt. Daarna zouden de buitenvluchtende Noormannen door de bliksem zijn getroffen en door de aarde verzwolgen. Volgens sommige historici zouden de Noormannen bij de inval mannen en vrouwen hebben meegevoerd voor de slavenhandel met Zuid-Rusland en het Midden-Oosten.[9]

### 10e eeuw
Op de locatie van de huidige Sint-Gummaruskerk wordt een romaanse kerk gebouwd, gewijd aan Johannes de Doper.

### 12e eeuw
- 1194: Lier wordt door de hertog van Brabant betiteld als oppidum,[10] de voorloper van een stad, met reeds een aantal vrijheden, meer bepaald het opheffen van de dienstbaarheid aan de plaatselijke grondheer.[11]

### 13e eeuw
- 1212: Lier krijgt de titel van stad.[12] Stadsrechten gegeven door Hendrik I van Brabant.[13]
- 1213: Na de oprichting in 1212 is de samenstelling van de Lierse bijvang nu volledig.
- Rond 1225: De huidige Sint-Pieterskapel, oudste gebouw van de stad, wordt gebouwd. Het is een Romaans-Gotische kapel, wat een zeldzaamheid is in de provincie Antwerpen. Ze werd na de oorlogsbrand in 1914 gerestaureerd.
- 1235: De eerste Abdij van Nazareth wordt opgericht.
- 1258: Ontstaan van het Liers begijnhof.[14][15]
- 1262: Bouw van de kapel (latere Kluizekerk) ter ere van het wonder van de afgezaagde boom die door Sint-Gummarus hersteld werd.[16][17][18]
- 1294: een huwelijksovereenkomst tussen Filippina van Vlaanderen en de zoon van de Engelse koning, de latere Eduard II van Engeland werd in Lier ondertekend. Dit geplande huwelijk stuitte op tegenstand van de Franse koning en ging niet door.[19]
- Naar het einde van de 13e eeuw groeide de stad met haar lakengilde uit tot een belangrijk centrum van textielproductie.

### 14e eeuw
- 1309: Lier betaalt 1200 pond payment aan hertog Jan II van Brabant om het veestapelprivilege, dat voordien in Wespelaar was gevestigd, te verwerven. Alle Brabantse en niet-Brabantse veehandelaars moeten verplicht langs Lier passeren, maar dat blijft grotendeels dode letter.[20]
- 1375: Bouw Eeckel- of Gevangenenpoort.
- 1378: Men begint met de bouw van de Sint-Gummaruskerk. Deze wordt over de bestaande Romaanse kerk heen gebouwd.
- 1369: De eerste, eenvoudige, versie van het belfort wordt voltooid.[21]
- 1383: Stichting van de Sint-Jacobskapel.

### 15e eeuw
- 1426: De Albertvaart, de verbinding tussen de Kleine- en de Grote Nete, wordt gegraven.[22]
- 20 oktober 1496: huwelijk van Johanna van Castilië en Filips de Schone.[23][24][25][26]
- De plaatselijk lakenhandel geraakt in verval.

### 16e eeuw
- 1508 - 1516: Het Spuihuis wordt gebouwd door Antoon I Keldermans en diens zoon Antoon II Keldermans.[27][28]
- 1524 - 1530: Koning Christiaan II van Denemarken verblijft 6 jaar als banneling in Lier.
- 1540: Voltooiing van de Sint-Gummaruskerk.
- 1582: Verraad van Lier
- 1590: Cathelyne Van den Bulcke uit Nijlen wordt op 20 januari als laatste heks verbrand, na te zijn gewurgd.[29]
- 1595: Lierse Furie

### 17e eeuw
- 1609: De gotische torenspits van de Sint-Gummaruskerk brandt voor de eerste maal af, maar wordt vervangen.
- 1664: Men begint met de bouw van de Sint-Margaritakerk, ook wel Begijnhofkerk genoemd.
- 1671: Het eerste deel van de Begijnhofkerk wordt ingewijd.

### 18e eeuw

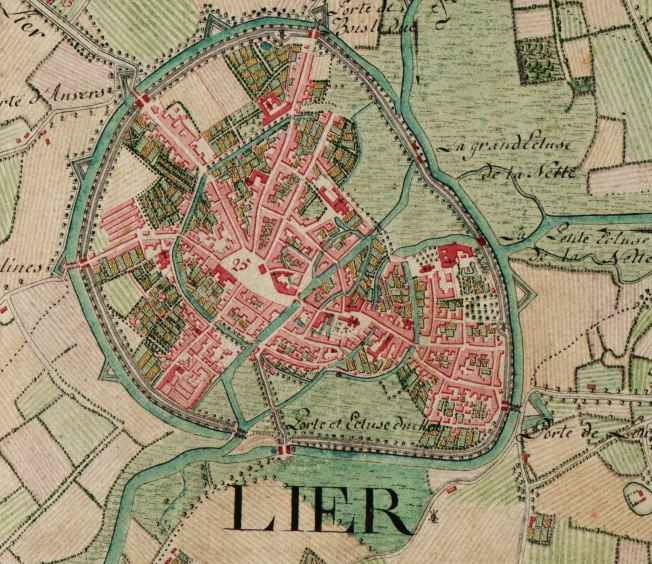
Lier op de Ferrariskaart (1775)

- 1702: 100 jaar na de eerste brand wordt de torenspits van de Sint-Gummaruskerk een tweede maal verwoest door een brand.
- 1754: Op de Sint-Gummarustoren wordt het huidige achtkantig koepeldak in rococostijl geplaatst. Hieruit volgt haar latere bijnaam 'de peperbus'.
- 1756: oprichting van het textielbedrijf De Heyder en Co
- 1783: “afschaffing der Nutteloozen Kloosters” door het Oostenrijks bewind; dit trof vooral het Kartuizerklooster[30][31]:p. 368
- 1793: Oprichting van de tekenschool met P.J. Denis als eerste directeur.[32][33]
- 1795: De Fransen ontbinden de bijvang en splitsen deze in individuele gemeenten.

### 19e eeuw
- 1807: vestiging van de katoenspinnerij van De Heyder en Co.
- 1809: De Vesten worden verlaagd en beplant.
- 1817: Oprichting van de Normaalschool van Lier door koning Willem.
- 1830 (oktober): Liers-Belgische opstandelingen bezetten de stad, en strijden tegen Hollandse legers tijdens de onafhankelijkheidsstrijd[34]
- 1835: het textielbedrijf De Heyder en Co verhuist naar Leiden en wordt Leidse Katoenmaatschappij
- 1851 De stad krijgt, net als andere steden, de toelating om de stadsomwallingen te ontmantelen. Kort nadien wordt de ravelijn aan de Antwerpse Poort afgebroken.[35]
- 1855 (april): Op 19 en 23 april 1855 (resp. goederen- en reizigersdienst).[35] rijden de eerste treinen door Lier over spoorlijn 13 Kontich-Lier en lijn 15 richting Turnhout tot Herentals. Hiermee worden de Kempen op het nationale spoorwegnetwerk aangesloten.
- 1856 bouw van de “Gasfabriek” voor de productie van lichtgas.[36]
- 1860 (28 februari): In de buurt van de Dungelhoeffkazerne wordt de Mammoet van Lier opgegraven.[37]
- 1860: De afleidingsvaart van de Nete, ook wel 'omleidingsvaart' genoemd, wordt in gebruik genomen.

### 20e eeuw
- 1903: aanbesteding voor een voetgangerstunnel aan het station (Antwerpsesteenweg).
- 6 maart 1906: Oprichting van de voetbalclub K. Lierse SK.[38]
- 17 januari 1909: Oprichting van de voetbalclub K. Lyra.[39][40]

Lier tijdens de Eerste Wereldoorlog
- 6 augustus 1914: Hogere Krijgsoverheid beslist om de vlakte van de beneden-Nethe, vanaf de Molpoort tot in Duffel, onder water te zetten.
- 26 augustus 1914: Een comité "ter vrijwaring van de Lierse kunstschatten" wordt opgericht. 's Nachts worden ze verzameld, naar het hospitaal gebracht en daar in de kelder ingemetseld. Daar hebben ze gans de oorlog gestaan zonder ontdekt te worden door de Duitsers.
- 27 augustus - 30 augustus 1914: het Fort van Koningshooikt wordt gebombardeerd.
- 9 september 1914: De Koning vestigt zich met de Generale Staf in Lier. De acties van het Belgische leger worden vanuit Lier gecoördineerd.

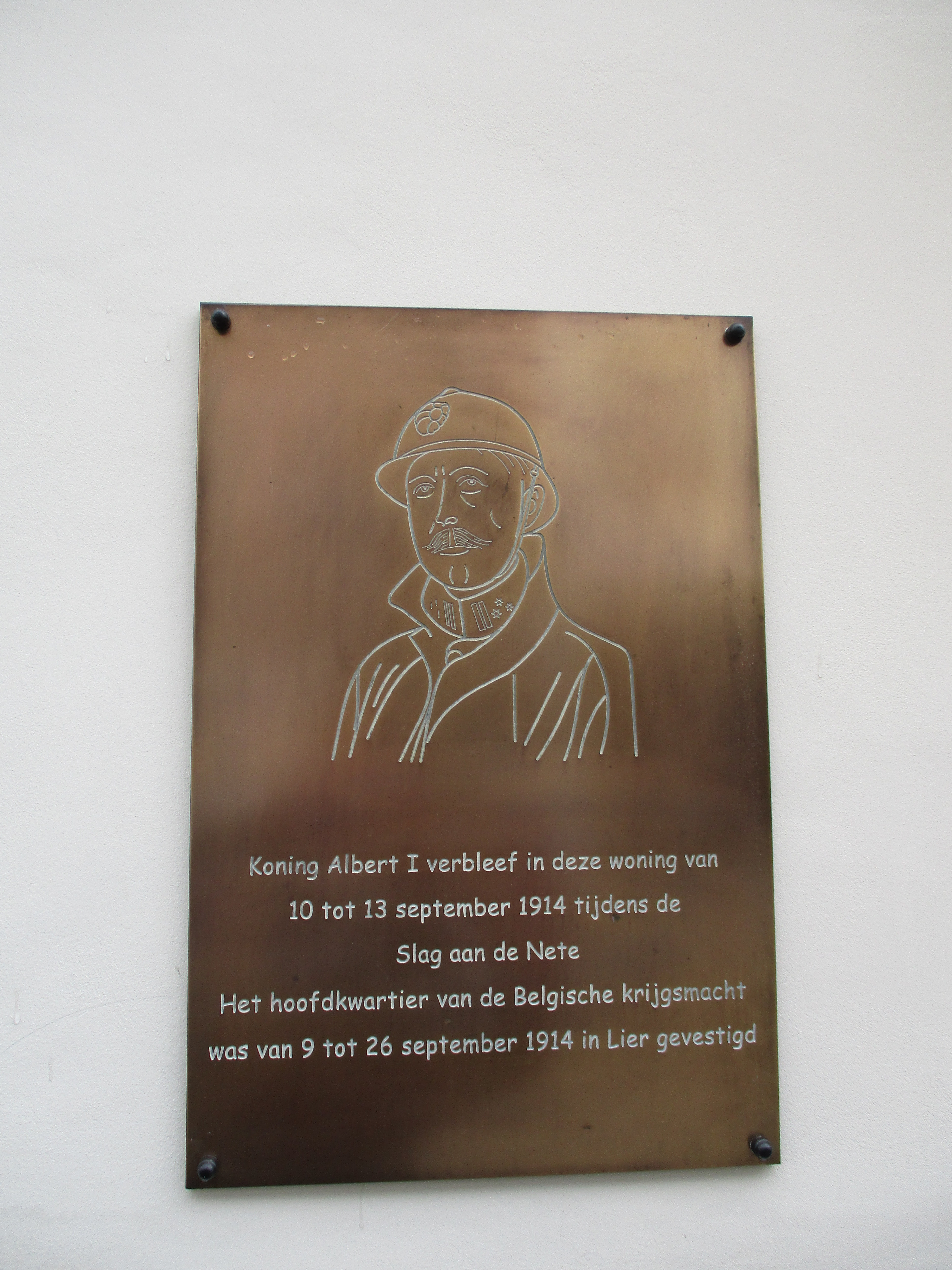
Gedenkplaat aanwezigheid generale staf en koning Albert te Lier gedurende de Eerste Wereldoorlog

- 26 september 1914: De generale Staf wordt van Lier naar Temse overgeplaatst.
- 26 september 1914: Het fort van Koningshooikt lost zijn eerste schoten.
- 29 september 1914: De stad Lier wordt voor de eerste keer gebombardeerd.
- 3 oktober 1914: Het fort van Koningshooikt valt in Duitse handen.
- 5 oktober 1914: De Duitsers trekken de Nete over.
- 5 oktober - 7 oktober 1914: De stad wordt door de Duitsers geplunderd en gedeeltelijk in brand gestoken. De kunstschatten van de stad werden wel zo veel mogelijk in veiligheid gebracht.
- half november 1918: De laatste Duitsers zijn uit Lier vertrokken en de wederopbouw kan beginnen. Volgens het stadsbestuur ging ongeveer een kwart van de vooroorlogse woningen  in Lier verloren (van de 5513 waren 695 vernield, en 762 onbewoonbaar door beschadigingen).

- 1921: oprichting van de Lierse Huisvestingsmaatschappij[46] voor sociale woningbouw.
- 3 september 1928: Men begint aan de werken om de Corneliustoren te veranderen in de Zimmertoren.
- 29 juni 1930: De inhuldiging van de Zimmertoren.[47]
- 1937: Bij graafwerken voor de aanleg van de autobusgarage Kruger wordt er een muntschat opgegraven, bestaande uit 4000 bronzen munten uit de Romeinse Tijd. De meeste munten dateren uit de 4e eeuw, maar de oudste dateert al van het einde van de 2e eeuw – begin 3e eeuw. Momenteel zijn nog 2876 munten bewaard.

Lier tijdens de Tweede Wereldoorlog
De stad ontsnapte aan het grootste oorlogsgeweld, hoewel Lier het scharnierpunt vormde van de KW-linie – deze was echter door de Blitzkrieg zinloos geworden. 
- 13 mei 1940: het evacuatiebevel wordt gegeven; een groot deel van de bevolking slaat op de vlucht, de bruggen over de Nete worden opgeblazen.
- 18 mei 1940: Lier wordt bezet door de Duitse Wehrmacht.
- 25 oktober 1941: Alfred Van der Hallen wordt oorlogsburgemeester, in vervanging van Frans Raats, die als waarnemend burgemeester optrad sedert maart 1941.
- 9 september 1943: verzetsstrijder Frederik Peltzer wordt geëxecuteerd.
- 5 september 1944: Lier wordt bevrijd; vooroorlogs burgemeester Joseph Van Cauwenbergh neemt zijn functie weer op
- september-oktober 1944: een 200-tal personen, gearresteerd op verdenking van collaboratie, wordt ondergebracht in de Sionskazerne.
- 30 oktober 1944 – maart 1945: de stad wordt getroffen door V1 en later V2-bommen.
- winter 1944-1945: in de nasleep van de oorlog blijven er grote tekorten in de bevoorrading van de burgerbevolking.

- 1949: Men begint te graven aan het Netekanaal.
- 1955: De Koninklijke Cadettenschool neemt haar intrek in de Dungelhoeffkazerne.[49]
- 1967: De laatste Lierse brouwerij, Cuykens, sluit de deuren.[50]:p. 31
- 1972-1976: Aanleg van de (niet-gesloten) ringweg rond Lier.
- 1 januari 1977: Koningshooikt wordt als fusiegemeente bij de stad Lier gevoegd.[51]
- 12 juli 1983: de nieuwe autotunnel aan het station (Antwerpsesteenweg) wordt in gebruik genomen[35]
- 24 juni 1988: een reusachtige brand ontstaat in de Belfortfabriek aan de Boomlaarstraat. Deze fabriek van de familie Charon bestond sedert 1900, en produceerde vanaf 1956 plastic verpakkingen. De brand verwoestte het hele gebouw, en op de site werd uiteindelijk in de jaren 2010-2019 de woonresidentie Boomlaar gebouwd, met nieuwe flats.[52]
- 1994: Zuster Agnes, het laatste begijntje van het Liers begijnhof, overlijdt.[53]
- 1995: opening van het Cultuurcentrum De Mol in de bestaande stadsfeestzaal met sportinfrastructuur. De eerste voorstelling gaat door op 16 maart.1996.
- 2 december 1998: Het begijnhof wordt samen met 12 andere Vlaamse begijnhoven op de Werelderfgoedlijst van de UNESCO geplaatst.[54]
- 1999: De "Orde van het Liers vlaaike" opgericht, met als doelstelling het bewaren en bewaken van de kwaliteit van het Liers vlaaike, en welke tevens het recept ervan bewaard.
- 1999: Samen met 23 andere belforten wordt het Belfort door UNESCO als Werelderfgoed erkend.[55]

### 21e eeuw
- 2006 in de zomer opende het nieuwe zwemcentrum De Waterperels zijn deuren[56]
- 2007: 
  - 25 januari: Het Liers vlaaike wordt door het Vlaams Centrum voor Agro- en Visserijmarketing officieel erkend als Vlaams streekproduct.
  - 24 november: op de 'Hoogdag van de Smaak' in Kortrijk maakte Vlaams minister Bert Anciaux bekend dat de stad Lier de titel 'Stad van de Smaak 2008' mag dragen.
- 2008:
  - 13 november-20 november De 'Week van de Smaak' in Lier
  - 14 december: In Lier wordt er een referendum gehouden over de geplande heraanleg van de Grote Markt tot een autovrij plein. Het voorgestelde plan wordt door de bevolking afgewezen (55-45%).
- 2012
  - 3 maart: Na een jaar werken wordt de vernieuwde Grote Markt, ditmaal autoluw, ingehuldigd.
  - 27 april-27 mei: 5 weekends lang wordt in Lier de 800 jaar stadsrechten gevierd. Dit onder andere met een optocht waar 800 schapen aan deelnemen, hierbij verwijzend naar de Lierse bijnaam: Schapenkoppen.[57]
- 2013: in september-oktober verhuizen de stadsdiensten uit de kantoren aan de Grote Markt (“Het Schaeckberd”, nr. 57) naar het nieuwe stadskantoor op de Dungelhoeffsite.
- 2014: Herdenking Slag om de Nete.
- 2015: 
  - 3 februari: start van het nieuwe stadsontwikkelingsproject op de Sionsite met de nieuwbouw voor het keramiekatelier van de Academie voor Schone Kunsten en de Sionsvest
  - Sint-Gummarusfeesten
- 2016: op 27 april werd de ‘’Pallietertunnel’’ onder het kruispunt R16-Mechelsesteenweg, opengesteld[58]
- 2018: 
  - opening, op 17 januari, van de fiets- en wandelbrug Sion over de Kleine Nete.[59]
  - eind augustus sloot het Timmermans-Opsomermuseum aan de Netelaan. De werken uit het museum werden overgebracht naar het Stedelijk Museum Wuyts-Van Campen en Baron Caroly[60]
  - Een deel van de supporters van het failliet verklaarde K. Lierse S.K. en het bestuur van Koninklijke Lyra richten samen K. Lyra-Lierse op.[61][62]

- 2019:
  - begin van de werken aan de fietssnelweg F11 Antwerpen-Lier
  - de Sint-Gummarusprocessie wordt opgenomen in de Vlaamse Inventaris van het Immatrieel Cultureel Erfgoed[63][64]

- 2020:
  - 20 oktober: vanwege de coronapandemie geldt opnieuw een mondmaskerplicht binnen de stadsvesten, tussen 8 en 18 uur.[65]

- 2021: 
  - begin maart keurt het Schepencollege een ontwerp-uitvoeringsplan “Stationsomgeving Noord” goed, met een nieuwe publieke ruimte, een onderwijscampus (Vrij Technisch Instituut) en een woonwijk met 200 appartementen, ten noorden van het station.[66]
  - 8 november: het hele centrum (binnen de Vesten) is omgevormd tot een fietszone[67]

## Stad met een religieus verleden

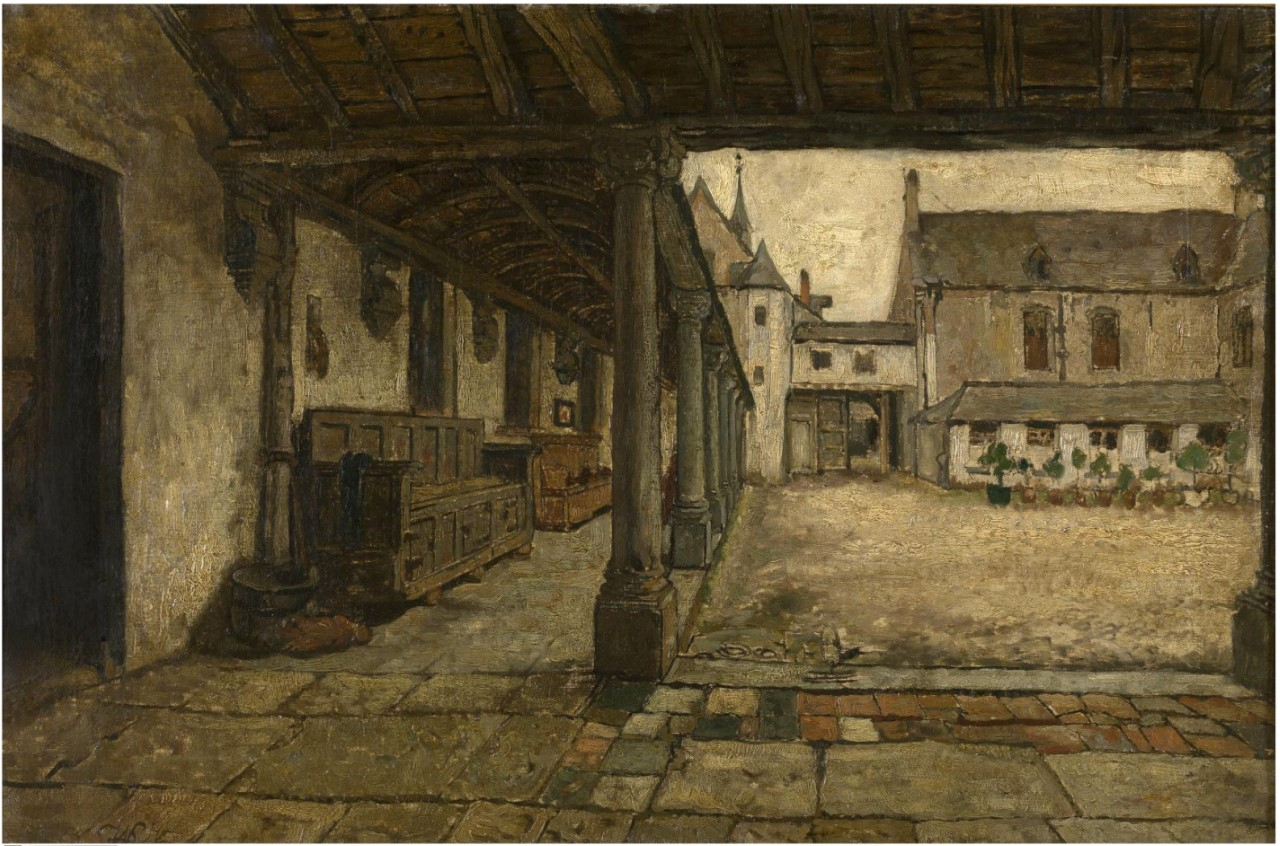
Het oude Sint-Elisabethgasthuis (door Willem Linnig Junior).

Het ontstaan van Lier staat volgens de overlevering in nauw verband met de figuur van de heilige Gummarus van Lier, eertijds grootgrondbezitter en veldheer uit de 8e eeuw, later patroonheilige van de stad. De oorsprong van de stad wordt verbonden aan de bidplaats op Nivesdunc (ter hoogte van de huidige Sint-Pieterskapel, ca. 1225, het oudste bewaarde gebouw in de Lierse binnenstad). Na de dood van Gummarus zou daar een dorp gegroeid zijn. Logisch is dat de vroegere en eerste bewoning zich wellicht situeerde op de droger gelegen hoogten ten zuiden en ten noorden van een overwegend laaggelegen vochtig gebied. In de 9e eeuw zouden deze oude kernen verlaten worden ten voordele van een nieuwe die dichter bij de samenvloeiing van de Neten lag en dus economisch veel interessanter was. Transport over water bood een aantal voordelen tegenover transport over land.
Latere ontwikkelingen maken van Lier een stad voor handelaren, wat ook nu nog duidelijk in het stadsbeeld is te merken.
In een 11e-eeuws handschrift vindt men een vermelding van een kapittel van Kanunniken, verbonden aan de hoofdkerk die op dat moment nog aan de Heilige Johannes was toegewijd. De definitieve opbloei van de Gummarus-verering in de 11e en 12e eeuw zou de latere naamsverandering verklaren. De begraafplaats van de Heilige Gummarus in de Sint-Pieterskapel als bedevaartplaats én de aanwezigheid van het kapittel hadden een positieve invloed op de groei van de Lierse agglomeratie. Het ontstaan van stichtingen en kloosters is trouwens een opmerkelijk fenomeen in gebieden waar het bevolkingsaantal stijgt en ook Lier trekt vanaf de 13e eeuw kloosterorden aan.
Zo vinden we schaarse gegevens over de oorsprong van het 12e-eeuwse gasthuis (vroeger Sint-Elisabethgasthuis). In 1235 werd de cisterciënzerinnenabdij van Nazareth gesticht bij Anderstadt. Deze verhuisde rond 1245 naar de huidige plaats in het noorden van de stad. In het derde kwart van de 13e eeuw werd vermoedelijk reeds het begijnhof gebouwd. Met de bouw van de Sint-Gummaruskerk werd in 1378 begonnen, in 1540 werd ze voltooid.
Tussen de 14e en de 17e eeuw werd het Sionsklooster gebouwd en kwamen de zwartzusters, de kartuizers en de cellenbroeders hun collega's vervoegen, in het begin van de 17e eeuw gevolgd door de dominicanen, de jezuïeten, de zusters van Vredeberg, de theresianen, de ursulinen en de kapucijnen.
Hoewel niet alle kloosters de tand des tijds trotseerden, vinden we uiteraard nog veelvuldige sporen van deze religieuze aanwezigheid in het stadsweefsel. Enkele van de kloostergebouwen of -kapellen bestaan nu nog als beschermd monument. Het begijnhof, besloten tussen zijn muren, is een beschermd monument een stadsgezicht en is door UNESCO erkend als werelderfgoed. Het trekt elke dag honderden toeristen aan.

## Huwelijk Johanna van Castilië en Filips de Schone in 1496
De allerbelangrijkste gebeurtenis vond echter plaats in 1496 toen in Lier de basis gelegd werd voor een meer dan tweehonderd jaar durende verbintenis tussen onze gewesten en Spanje. Het huwelijk van Johanna van Castilië (dochter van de katholieke Koningen Ferdinand van Aragón en Isabella I van Castilië) en Filips de Schone was een gebeurtenis op zich. Het was nog nooit gebeurd dat vanuit Spanje een bruid werd uitgestuurd, vergezeld van 20.000 individuen en 130 schepen onder andere bestaande uit kamerheren, hofdames, pages, kamervrouwen, lijfknechten, thesauriers, grootmeesteressen en bedienend personeel. De vloot vertrok uit Laredo op 30 juli 1496 met bestemming Zeeland. Niemand hoefde onderweg honger te lijden want er was 85.000 pond gerookt vlees mee, 50.000 haringen, 1000 kippen, 6000 eieren en 400 vaten wijn. Tijdens de twee maanden durende reis gingen er een paar schepen verloren tijdens stormweer. In Antwerpen wachtte haar een grandioze ontvangst en een officiële plechtigheid. Op 19 oktober nam Johanna haar intrek in Lier. De volgende dag arriveerde Filips, die de dagen voordien met zijn vader in Tirol op jacht was.
Amper hadden de toekomstige echtelingen één blik uitgewisseld, of de vonk sloeg over. Tegen elk hofetiquette in liep het koppel zwijgend - ze spraken immers elkaars taal niet - de deur uit en lieten de verstijfde hovelingen achter voor wat ze waren. Ze gingen samen gewoon op zoek naar een priester. Toen ze die vonden beval Johanna hem om hen ter plekke in de echt te verbinden, zomaar midden op een Lierse straat. Zonder op hun gevolg te letten begaven de jongelui zich op een drafje naar de voor hen voorziene woning, (het tegenwoordige "Hof van Aragon") en draaiden de deur achter zich dicht. De volgende dag kwamen zij buiten en werden zij tijdens een luisterrijke plechtigheid voor een tweede keer in de echt verbonden. Het huwelijk werd gevolgd door een hofbal, volksfeesten en een gigantisch banket, er werd 1200 liter wijn geconsumeerd. Het gedrum van de toeschouwers was zo intens dat op zeker ogenblik een brug over de Nete instortte door overgewicht, met een aantal dodelijke slachtoffers en gewonden als gevolg.